# Plan C (spoorwegrijtuig)
Plan C was een verzamelorder. Naast de hier beschreven getrokken postrijtuigen P 7911-7920 maakten ook de stroomlijnpostrijtuigen Pec 922-936 hier deel van uit. Tot de order behoorden verder nog 50 treinstellen Mat '46: 221-240 en 270-299.
Plan C was een serie van 10 postrijtuigen van de PTT, afgeleid van de rijtuigen Plan D van de Nederlandse Spoorwegen. De postrijtuigen zijn afgeleverd in 1952 en buiten dienst gesteld in 1979.
Er zijn twee rijtuigen bewaard gebleven: een exemplaar staat in oorspronkelijke staat in het Nederlands Spoorwegmuseum (P 7920), en een exemplaar (P 7918) is verbouwd tot meetrijtuig voor het Centrum voor Technisch Onderzoek. Dit rijtuig was tot 2009 nog als zodanig in gebruik bij Eurailscout als (UMR, Universeel Meetrijtuig). In 2014 is het rijtuig overgedragen aan de Stichting Historisch Dieselmaterieel (SHD). Het wordt in haar oorspronkelijke uitvoering als CTO-Meetrijtuig ingezet voor onderzoek door de TU Delft.